# Megaclite (měsíc)
Megaclite (IPA: /ˌmɛgəklaɪti/ MEG-ə-KLYE-tee, latinsky Megaclite, řecky Μεγακλειτη), nebo též Jupiter XIX, je přirozený satelit Jupiteru. Byl objeven v roce 2000 skupinou astronomů z Havajské univerzity vedených Scottem S. Sheppardem a dostal prozatímní označení S/2000 J 8, platné do října 2002, kdy byl definitivně pojmenován.
Megaclite má v průměru asi ~5,4 km, jeho průměrná vzdálenost od Jupiteru činí 24,6 Mm, obletí jej každých 792,4 dnů, s inklinací 150° k ekliptice (148° k Jupiterovu rovníku) a excentricitou 0,308. Megaclite patří do rodiny Pasiphae.